# Gazzetta Piemontese (Regno di Sardegna)
La Gazzetta Piemontese fu il giornale ufficiale del Regno di Sardegna.

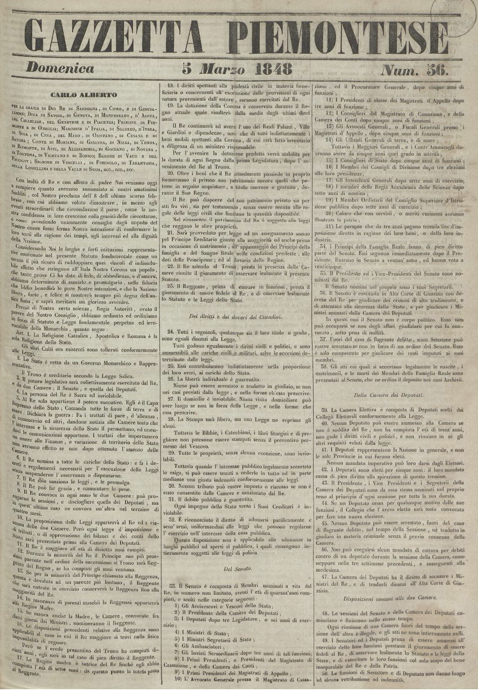
Prima pagina della «Gazzetta Piemontese» del 5 marzo 1848, giorno della pubblicazione dello Statuto Albertino.

## Storia
La sua storia può essere divisa in due periodi:

### Periodo 1796-1800
Nel dicembre 1796 il governo sabaudo decise di revocare il privilegio di stampa ai pochi professionisti che all'epoca stampavano gazzette a Torino e di fondare un giornale ufficiale. Nacque così la «Gazzetta piemontese», la cui redazione fu affidata al segretario di Stato Vincenzo Valsecchi.
Il giornale attraversò indenne sia il primo periodo napoleonico (1797-1799) sia la restaurazione austro-russa (1799-1800). Fu soppresso con il ripristino del dominio francese, attraverso un decreto della Commissione esecutiva del 26 ottobre 1800, fortemente restrittivo della libertà di stampa.

### Periodo 1814-1860
Il giornale fu rifondato dopo la dissoluzione dell'Impero napoleonico (di cui Torino e il Piemonte fecero integralmente parte) e il ritorno della dinastia sabauda. Fu stampato a Torino dal 2 agosto 1814 (numero 1) al 3 gennaio 1860 nella tipografia D. Pane. Inizialmente fu trisettimanale; nel 1834 passò da trisettimanale a quotidiano. Dopo l'emanazione dello Statuto Albertino (marzo 1848), dal 1º luglio 1848 fu aggiunto al titolo il completamento "Giornale ufficiale del Regno". Dal 1849 al 1857 fu diretta da Guglielmo Stefani, che successivamente diede vita all'agenzia di stampa che prese il suo nome (Agenzia Stefani). La legge 23 giugno 1854, n. 1731, e il decreto attuativo 30 giugno 1854, n. 1, obbligarono che vi si desse la notizia della pubblicazione delle leggi e dei decreti nella raccolta ufficiale del Regno.
Il 4 gennaio 1860 la «Gazzetta Piemontese» cambiò nome in «Gazzetta ufficiale del Regno di Sardegna», che a sua volta il 17 marzo 1861, con l'unità d'Italia, cambiò nome in «Gazzetta Ufficiale del Regno d'Italia», giornale ufficiale del Regno d'Italia.